# Dani Lins
Danielle Rodrigues Lins (5 de enero de 1985, Recife) es una jugadora de voleibol femenino de Brasil en la posición de armadora. Representó a su país en el Grand Prix de Voleibol de 2009 en Tokio, Japón, donde ganó la medalla de oro. También ganó el oro en los Juegos Olímpicos de Londres 2012.

## Trayectoria

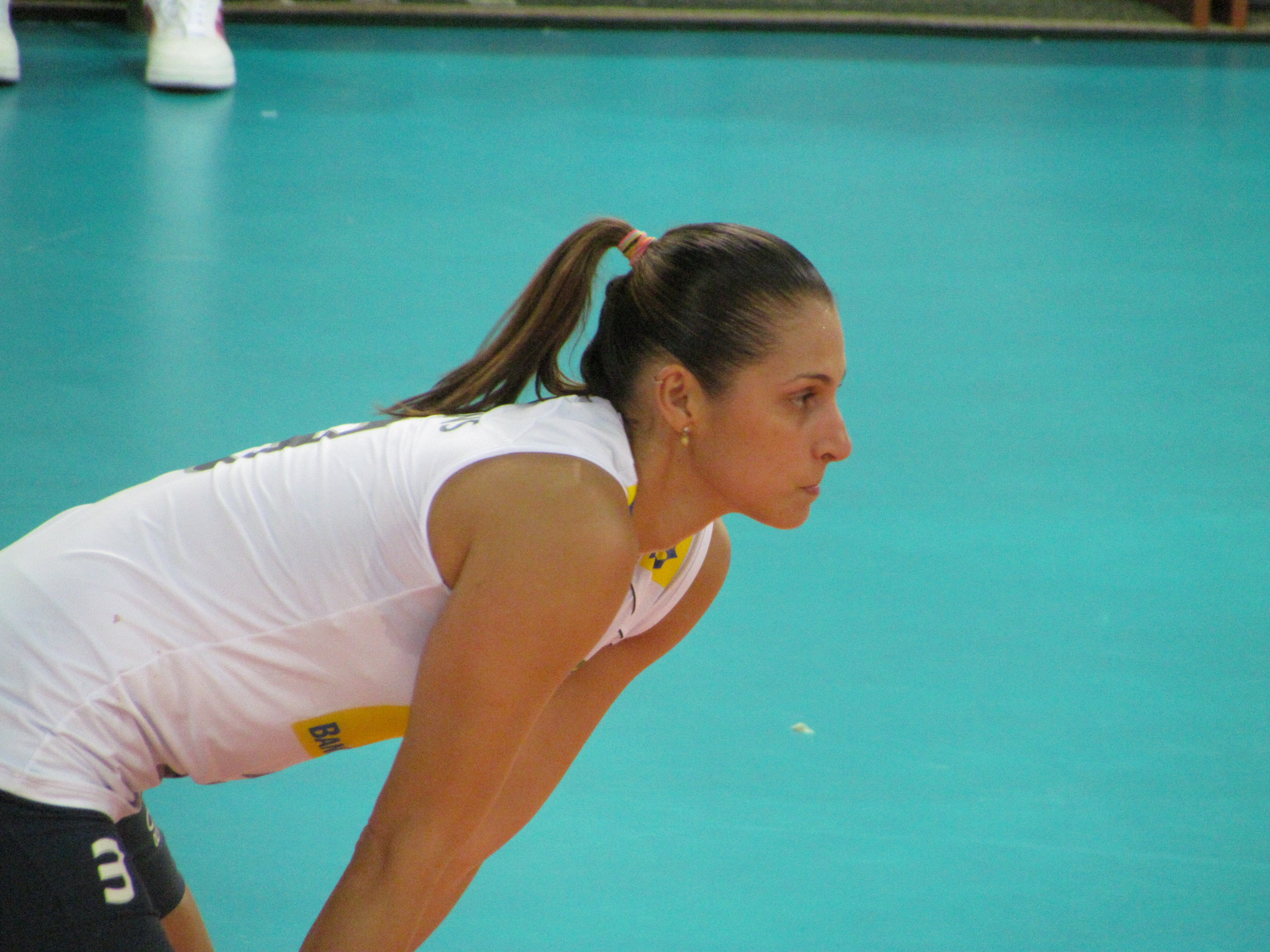
Dani en 2011.

Nació en Recife, y defendió los colores del Finasa/Osasco desde 2003 a 2005. Después se fue al Pinheiros/Blue Life durante la siguiente temporada y en 2006 se unión al Unilever.

### Equipo nacional

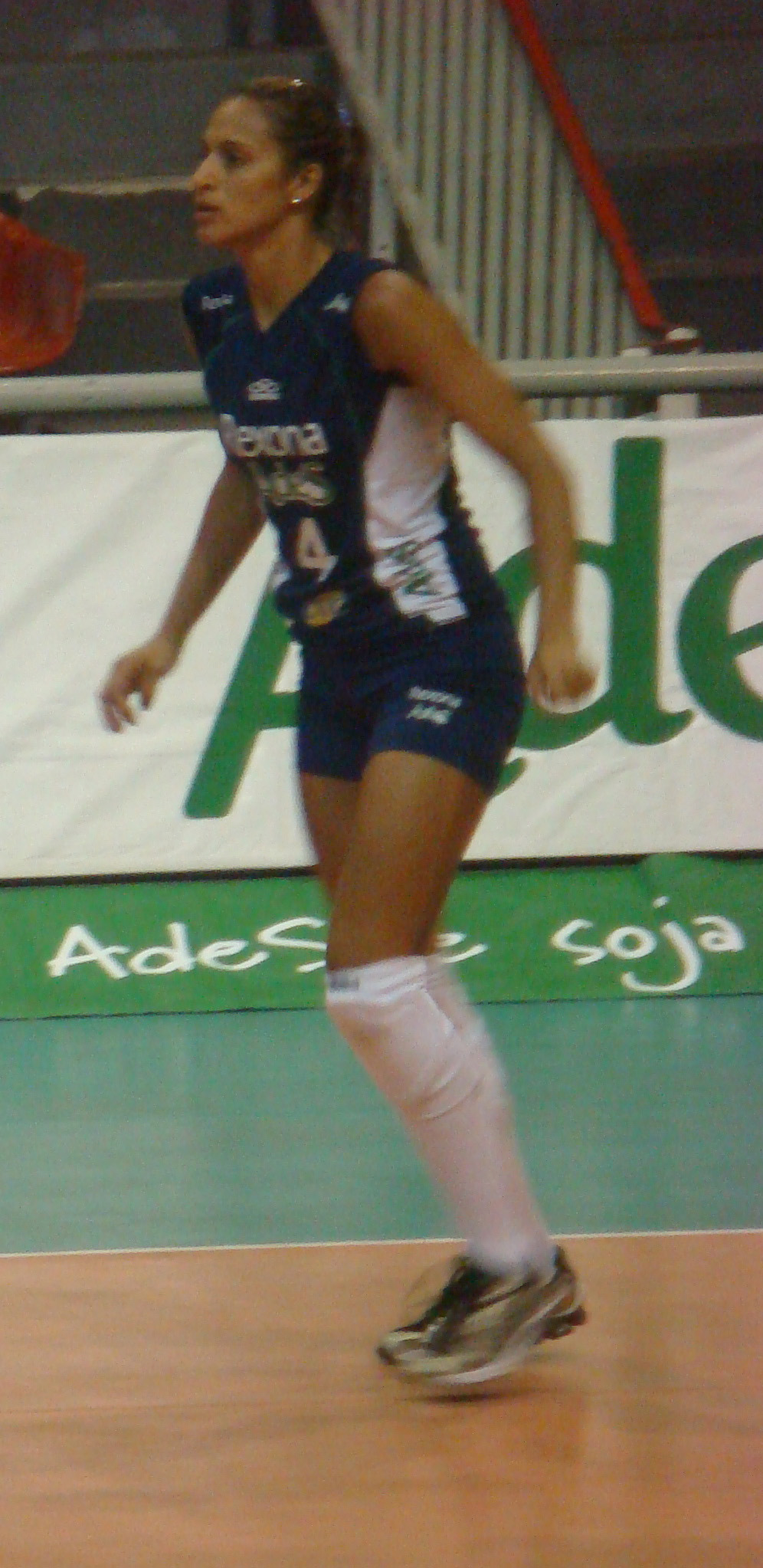
Dani Lis con el equipo Rexona.

Ayudó a su equipo a conseguir el cuarto puesto en los Juegos Panamericanos de 2003 y en la Copa Panamericana de Voleibol Femenino de ese mismo año. El entrenador nacional, Zé Roberto la escogió el 1 de agosto de 2009 para reemplazar a Fofão como capitana del equipo. Ganó el Grand Prix de Voleibol en 2009.
Formó parte también del equipo que ganaron los Juegos Panamericanos de 2011 celebrados en Guadalajara, México. También fue nombrada como mejor jugadora en su posición. En 2012 ganó la medalla de oro en los Juegos Olímpicos de Londres 2012.

## Palmarés

### Clubes
- Liga brasileña de voleibol: 2005, 2007, 2008, 2009 y 2011.

### Selección nacional
- Juegos Olímpicos: 2012.
- Grand Prix de Voleibol: 2009.
- Campeonato Mundial de Voleibol Femenino Sub-20: 2003.
- Campeonato Sudamericano de Voleibol Femenino: 2009 y 2011.
- Copa Panamericana de Voleibol Femenino: 2009 y 2011.

### Individual
- Mejor Armadora del Campeonato Sudamericano de Voleibol Femenino de 2009.
- Mejor Armadora del Grand Prix de Voleibol de 2011.
- Mejor Armadora de los Juegos Panamericanos de 2011